# Linde Lazer
Mikko Viljami Lindström (bolj znan pod umetniškim imenom Linde Lazer), finski kitarist, * 12. avgust 1976, blizu Helsinkov, Finska.
Lazer je glavni kitarist finske metal skupine HIM. 

## Biografija
Svoje otroštvo je preživel v okolici Helsinkov. Njegov oče Olli je bil inženir, njegova mati Riita pa je bila stevardesa, ki je delala za finsko letalsko družbo Finnair. Ima tudi brata z imenom Jude, ki je bil rojen štiri leta kasneje kot Linde. Že kot otrok je oboževal glasbo, tako kot njegov oče, je bil tudi on nor na Elvisa Presleyja. Ko je bil Linde star 10 let, mu je oče za božič kupil prvo kitaro. Njegova idola sta bila kitarist skupine Guns N' Roses Slash in rock pevec Iggy Pop. Linde je poročen z Mariam »Manna« Jäntti, s katero ima tudi hčerko Olivio, rojeno marca 2003. Še vedno pa si je zelo blizu z dolgoletnim prijateljem in basistom skupine HIM, Migeom.

## Daniel Lioneye and The Rollers
Leta 2001 so se izvorni člani skupine HIM lotili tudi stranskega projekta - Daniel Lioneye, rock'n'roll skupine, kjer se je kot pevec preizkusil kitarist Linde Lazer, pevec Ville Valo je igral bobne, basist Migé Amour pa bas in kitaro. Kot produkt tega projekta je nastal album Daniel Lioneye and The Rollers. Album naj bi bil nekakšna trša oblika Elvisa Presleyja. Album ni bil deležen pretirane medijske pozornosti.

## Oprema
Linde na koncertih igra na različne modele kitar Gibson SG, za snemanje albumov pa uporablja različne kitare, kot so Gibson ES 1500, Gibson SG 61, Gibson Les Paul, Fender Stratocaster in druge. Na koncertih uporablja ojačevalce znamke Laney, za snemanja pa posebne modele iste znamke.